# 索爾戰役
索爾戰役（Battle of Soor），是奧地利王位繼承戰爭中第二次西里西亞戰爭在1745年9月30日的戰役。以普軍勝利作結。
第二次西里西亞戰爭中，普軍在霍亨弗里德堡戰役乾淨漂亮的奇襲中大敗奧軍。此戰之後，卡爾親王緩緩向南退入波希米亞境內，腓特烈大帝達成了解除西里西亞威脅的戰略任務，向波希米亞追擊了一段距離，劃一個順時針的大圈，主動撤回西里西亞，準備談判結束戰爭。但是奧地利軍隊的恢復能力是驚人的，卡爾親王元氣已複，於9月29日夜突然發起索爾戰役，計劃以彼之道，還施彼身，也以夜襲還以顏色。
索爾戰役，奧地利軍四萬人出其不意地追上腓特烈22,000人的普軍，於夜間進軍完全包圍普軍營地。但是奧地利人沒有馬上發起進攻，推測是怕暗夜之中混戰不利於發揮數量優勢。第二天早晨5點，腓特烈才接到報告，獲知已入奧軍包圍圈，緊急集合部隊出營列陣迎戰。早上8點鐘，普軍已列齊陣線，這次索爾戰役是腓特烈第一次嘗試把經過自己思考和設計的斜線式戰術付諸實施。
腓特烈在這次戰役中，以加強的右翼首先發起衝擊，普軍步兵冒著奧軍炮火，在戰場上行進600步，然後以排槍齊射壓倒敵方火力，後發起衝鋒，一舉佔領奧地利炮兵陣地。按照腓特烈的腹案，中央和左翼本來是要回縮，但受右翼成功的鼓舞，左翼也自發地發起衝鋒，而奧地利軍隊雖然人多勢眾，素質卻不如普軍，此時陷入全線退卻。索爾戰役標誌著腓特烈斜線式戰術思想付諸實踐，雖然這次的運用還不完美，但戰果為勝利告收，而且是在極為不利的條件下大獲全勝。
此戰，奧地利損失7,444人、普魯士3,911人，在激戰中，腓特烈本人留在後方的營帳、馬匹、隨身錢物、甚至餐具和他的長笛都被奧軍奪取。

## 參看
- 奧地利王位繼承戰爭
- 霍亨弗里德堡戰役
- 腓特烈二世 (普魯士)

## 註腳
1. ↑  David Chandler, The Art of Warfare in the Age of Marlborough. p. 306.
2. 1 2  . British Battles.   [7 December 2014]. （原始内容存档于2015-10-22）.